# Tim Biskup

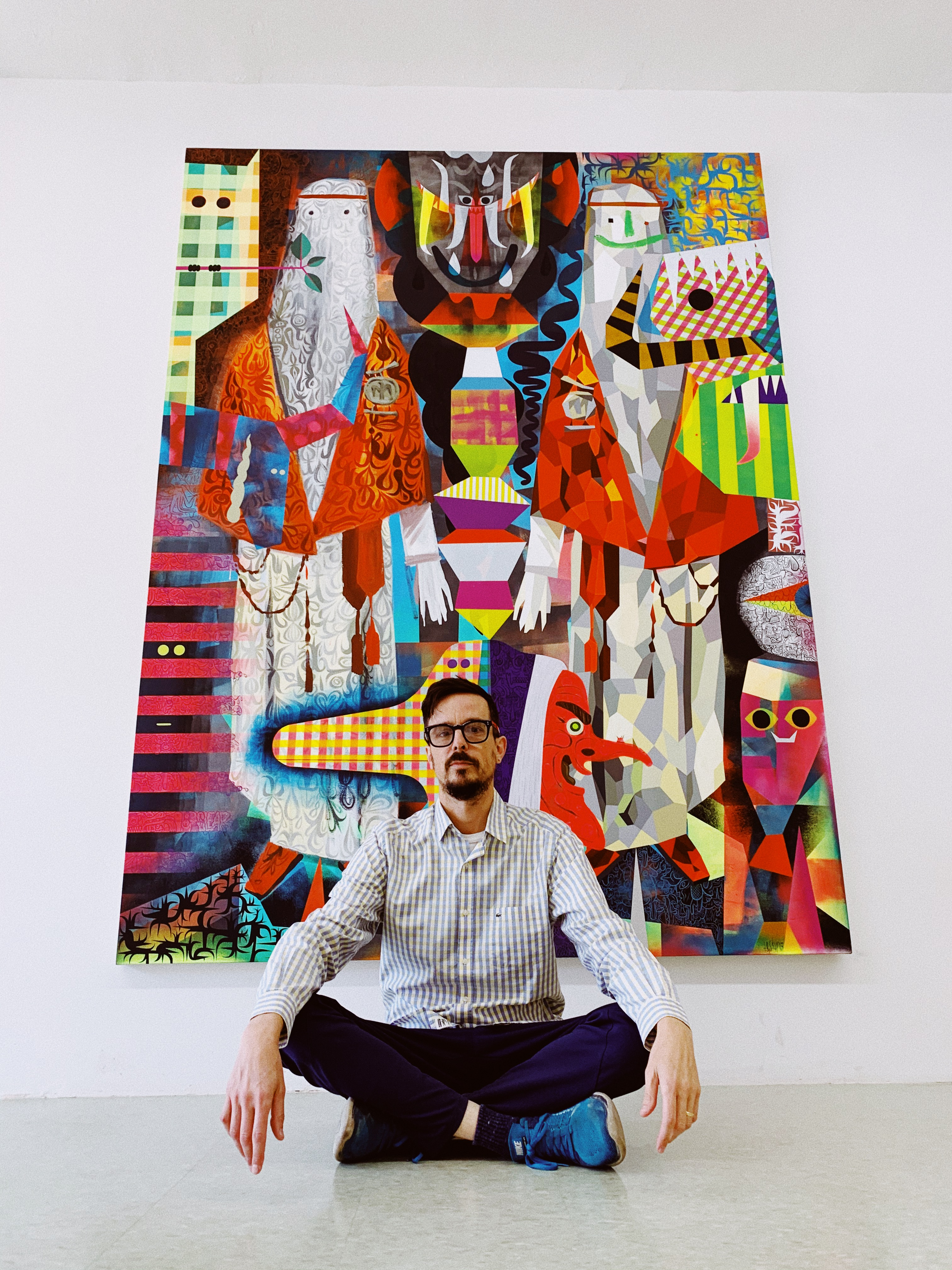
Tim Biskup

Tim Biskup (* 1967 in Los Angeles) ist ein US-amerikanischer Künstler der Bildenden Kunst und Verleger.
Seit Mitte der achtziger Jahre veröffentlicht er kontinuierlich limitierte Auflagen von Kunstdrucken, Kleidungsstücken, Designer Toys, Büchern und anderes. Er hat u. a. mit Künstlern wie Mark Ryden und Gary Baseman zusammengearbeitet und Kunstauktionen und -ausstellungen organisiert. Seine hoch im Kurs stehenden Zeichnungen und Skulpturen werden weltweit ausgestellt, u. a. in Los Angeles, New York, San Francisco, Tokio, Kyōto und Melbourne.
Im September 2004 eröffnete Biskup seine eigene Galerie namens „Bispop“ im Zentrum von Pasadena. Der Künstler lebt und arbeitet in Kalifornien.
Sein Stil ist inspiriert vom Modern Design aus der Mitte des 20. Jahrhunderts gemischt mit einer Dosis Punkrock. Bekannte Designer Toys von Biskup sind der Helper oder die Totem Pals. Er hat sich außerdem an diversen Designer Toy-Serien wie z. B. Dunny oder Qee beteiligt.